# Ricercati vivi o morti
Ricercati vivi o morti (Public Enemies) è un film statunitense del 1996 diretto dal regista Mark L. Lester.

## Trama
Il film ruota intorno alle vicende della figura degli anni '30 Ma Barker e i suoi figli criminali.